# Vahr

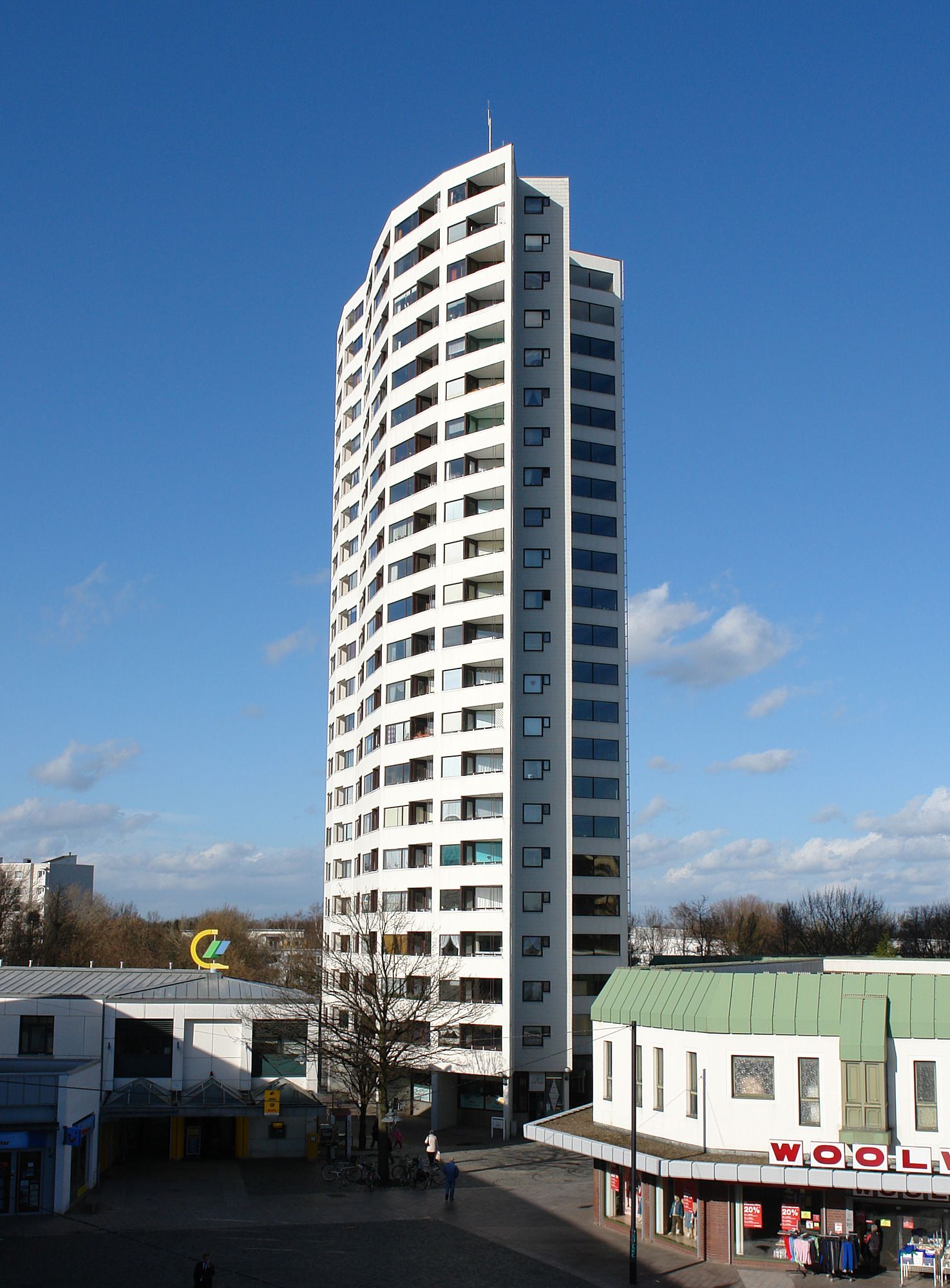
Aalto-Hochhaus im Zentrum

Die Vahr ist ein Stadtteil von Bremen und gehört zum Stadtbezirk Ost. Sie gehört zu den Ortsnamen, die im Deutschen mit Artikel benutzt werden. Charakteristisch für den Stadtteil ist die Bebauung mit vielen Wohnblocks sowie die vielen Grünflächen. Ebenso gibt es kleine Seen und Fleete, wodurch in der Vahr auch viele Enten und andere Kleintiere leben. Der Stadtteil ist in den öffentlichen Personennahverkehr integriert, so dass die Innenstadt mit der Straßenbahn oder dem Bus innerhalb von maximal 30 Minuten erreichbar ist. Zur guten Verkehrsanbindung trägt außerdem die Nähe zur A 27 bei.
In der Architekturgeschichte der deutschen Nachkriegszeit wurde der Stadtteil durch seine Neubauvorhaben bekannt, 2004 erlangte der Name des Stadtteils auch durch einen Roman von Sven Regener mit dem Titel Neue Vahr Süd überregionale Bekanntheit.

## Geografie und Ortsteile

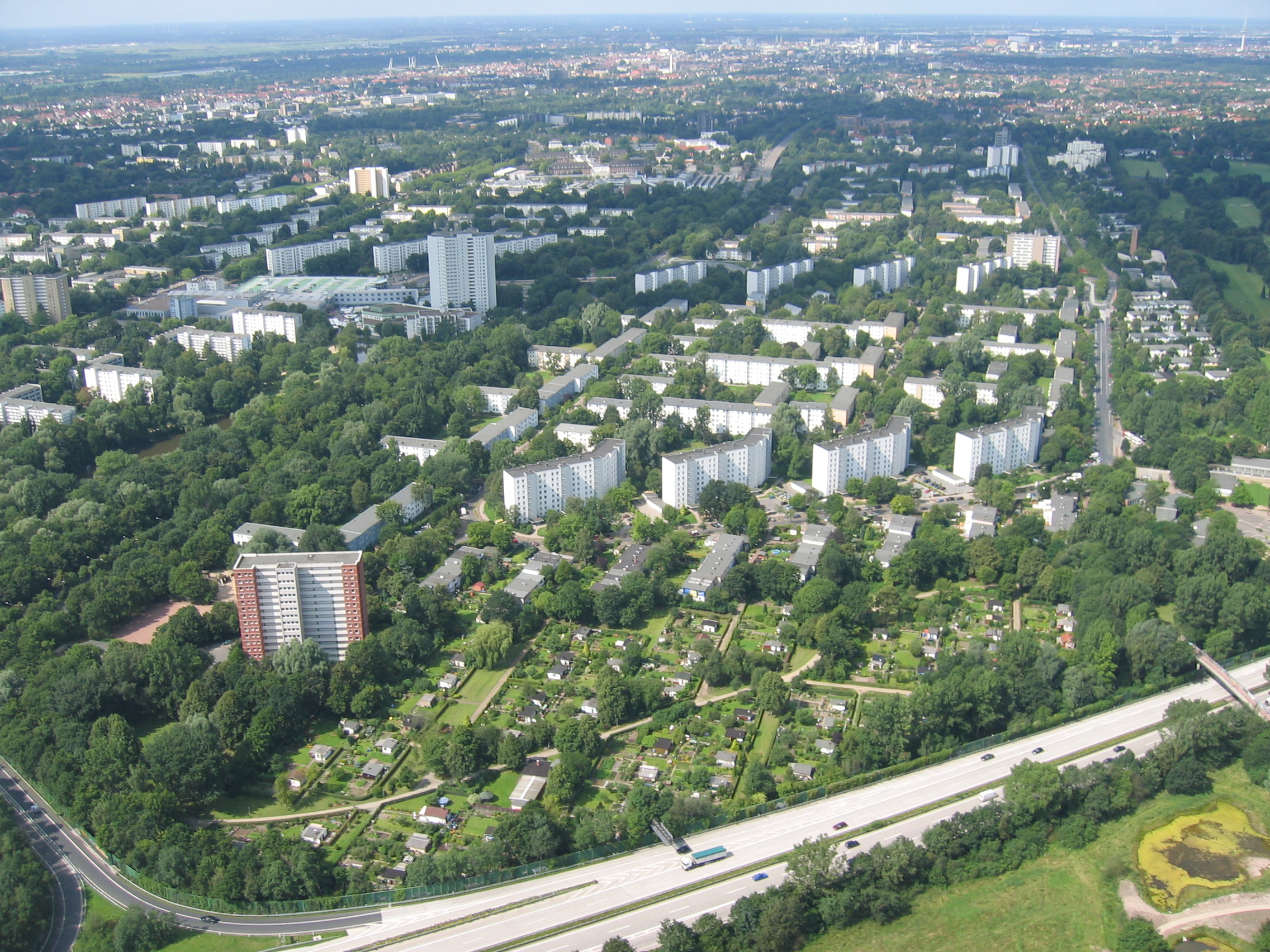
Bremen-Neue Vahr – Blick von Ost nach West: Vordergrund und rechte Bildhälfte Neue Vahr Nord, Mitte Aalto-Hochhaus, dahinter und links Neue Vahr Süd, oberer Bildrand v. l. n. r. Flughafen, Weserstadion, Innenstadt, unten die A 27

Die Vahr liegt im Nordosten Bremens zirka 5 km vom Stadtzentrum entfernt. Die benachbarten Stadtteile sind im Norden Oberneuland, im Osten Osterholz, im Südosten Hemelingen, im Südwesten die Östliche Vorstadt im Westen Schwachhausen und im Nordwesten Horn-Lehe.
Die Vahr wurde 1959 als neuer Stadtteil gegründet, mit den drei damals ebenfalls neuen Ortsteilen Gartenstadt Vahr, Neue Vahr Nord und Neue Vahr Süd. Diese Dreiteilung ist in der Umgangssprache immer noch üblich, obwohl die Neue Vahr Süd seit 1971 in zwei kleinere Ortsteile aufgeteilt ist.

### Gartenstadt Vahr
Fläche: 1,86 km², 7.881 Einwohner (4.237 Einwohner je km²)
Die Gartenstadt Vahr ist im Verhältnis zur Neuen Vahr weniger dicht bebaut und hat viele Grünflächen. Mit den Buslinien 21 und 25 sowie der Straßenbahnlinie 1 besteht eine Verkehrsanbindung in die Innenstadt sowie zur Universität.

### Neue Vahr Nord
Fläche: 0,86 km², 8.260 Einwohner (9.605 Einwohner je km²)
In der Neuen Vahr Nord gibt es viele Straßen, die – wie in den anderen Ortsteilen der Vahr auch – Namen von Persönlichkeiten des Widerstandes gegen den Nationalsozialismus, vor allem aber Namen der Mitbegründer der SPD tragen.
Die zentrale Straße ist die August-Bebel-Allee. Durch sie fährt von ihrer Verlängerung, der Paul-Singer-Straße, die Buslinie 24 direkt in die Innenstadt.

### Neue Vahr Südwest
Fläche: 0,70 km², 4.289 Einwohner (6.127 Einwohner je km²)
Die zentrale Straße der Neuen Vahr Südwest ist die Kurt-Schumacher-Allee, in der seit 1967 die Straßenbahnlinie 1 verkehrt. Der Ortsteil ist begrenzt im Norden durch die Richard-Boljahn-Allee (dahinter Neue Vahr-Nord), im Osten durch Karl-Kautzky-Str. und den Heinrich-Imbusch-Weg (dahinter Neue Vahr Südost), im Süden durch die Galopprennbahn Bremen (dahinter Sebaldsbrück) und im Westen durch den Straßenzug Vahrer Straße und In der Vahr (dahinter Gartenstadt Vahr).
Der östliche Teil des Ortsteils ist ein um 1960 erbautes reines Wohnquartier, damals erbaut als eine der fünf Nachbarschaften der Neuen Vahr.
Im nordwestlichen Teil steht seit 1938 eine Kaserne. Diese wurde von der Bundeswehr bis um 1994 genutzt. Das Gebäude ist seit 1999 das Polizeipräsidium der Polizei Bremen. Im hinteren Bereich entstand ein Gewerbegebiet. Das  Heizkraftwerk Vahr beliefert seit 1957 den gesamten Stadtteil mit Strom und Fernwärme. Im Dezember 1959 ging hier das europaweit erste Gasturbinen-Heizkraftwerk in Betrieb.
Im südwestlichen Teil standen an der Vahrer Straße alte Bauernhäuser, das letzte wurde erst 1978 abgerissen. In diesem Bereich gibt bereits seit den 1960er Jahren einen großen Supermarkt. An der Kurt-Schumacher-Allee wurde 1961 das Hallenbad Vahr erbaut, 1967 umbenannt in Herbert-Ritze-Bad, seit etwa um 2000 ersetzt durch das an gleicher Stelle neu gebaute Vitalbad Vahr, auch die meisten der heutigen Wohnhäuser in diesem Bereich entstanden erst um 2000.

### Neue Vahr Südost
Fläche: 0,94 km², 7.514 Einwohner (7.993 Einwohner je km²)
Östlich an die Neue Vahr-Südwest schließt sich die Neue Vahr Südost an, fast alle Gebäude in diesem Bereich stammen aus den frühen 1960er Jahren. Zentrale Straße ist ebenfalls die Kurt-Schumacher-Allee bzw. als deren östliche Verlängerung die Geschwister-Scholl-Straße.
Das Einkaufszentrum Berliner Freiheit wurde um 1960 gebaut, zunächst in der damals modernen offenen Bauweise, ab 2002 wurde es abgerissen und vergrößert neugebaut. Es liegt im Zentrum der Neuen Vahr und bildet zusammen mit dem 1977 eröffneten Bürgerzentrum auch das soziale Zentrum des Stadtteils. Daneben steht das weithin sichtbare 60 Meter hohe Aalto-Hochhaus, ein Entwurf des finnischen Architekten Alvar Aalto, das 22 Stockwerke besitzt und unter Denkmalschutz steht. Direkt daneben beginnt eine große Parkanlage mit dem Vahrer See.

## Geschichte

### Name
Der Name Vahr wurde Plattdeutsch um 1167 Vare oder Vora genannt und 1280 hieß es auch in den Voren, also in den Fuhren. Das bedeutet so viel wie Furche, Spurweg oder vielleicht auch Grenze. Die Bewohner waren die Vahrster.

### Die Vahr vom Mittelalter bis 1950
Die Vahrer (Vurholter) Feldmark mit 700 Hektar lehmhaltigen Boden auf Sand wurde im Auftrag des Bremer Erzbischofs von Holländern, wie auch das nach ihnen genannte Gebiet Hollerland, ab 1113 urbar gemacht. Garten- und Ackerbau mit Weizenanbau konnten auf den ein wenig höheren Flächen nun zumeist stattfinden. Die Fleete führten nordwestlich zum Vahrer Fleet.
Die erste urkundliche Erwähnung der Vahr war 1185 in der Gründungsurkunde des Ansgarii-Kapitels. Die Vahr gehörte zum Goh Hollerland und zum Kirchspiel Horn mit seiner späteren Kirch- bzw. Volksschule. Urkundlich wurde 1404 das Dorfe Vora erwähnt, als ein Knappe Land vom Oute Schowenborch (Gut Schauenburg) erwirbt.
Ab dem 15. Jahrhundert unterstand das Hollerland dem Bremer Rat. Es entwickelte sich im 17. Jahrhundert ein kleines Dorf mit Wegen und einer Chaussee, in dem 1654 drei Höfe, ein Kötner und 17 Bau[ern]leute ansässig waren.
Von 1741 (Zweiter Stader Vergleich) bis 1803 stand die Vahr teilweise unter der Hoheit des Kurfürstentums Braunschweig-Lüneburg – später des Kurfürstentums Hannover. In dieser Zeit gehörte Gut Rosenthal, das spätere „Schloß“ Kreyenhorst, zu den „drei Landgütern der Vahr“ die unter bremischer Hoheit verblieben. Sie lagen östlich der Straße In der Vahr (heute Bürgermeister-Spitta-Allee).
Seit dem Reichsdeputationshauptschluss von 1803 war das Gebiet wieder Bremisch.
1812 hatte das Dorf Vahr 231 Einwohner. Das Gebiet wurde seit 1815 durch den Landherrn auf dem rechten Weserufer als Mitglied des Senats verwaltet. An der Vahrer (Vahrster) Straße lagen im 19. Jahrhundert fast alle Höfe. Diese Landstraße wurde vor 1900 mehrfach reguliert und saniert.
Seit 1850 entstanden in der Vahr mehrere Villen wohlhabender Stadtbürger. 1885 belief sich die Einwohnerzahl auf 650. Schon 1895 gründete sich der Bremer Golf Club, als Vorläufer des 1905 gegründeten Club zur Vahr. Der Bremer Rennverein legte 1905 bis 1907 den Rennplatz in der Vahr an. Die Vahr, die seit 1871 zur Landgemeinde Horn gehörte, wurde 1921 gemeinsam mit Horn in die Stadt Bremen eingemeindet. Die Kaserne Vahr wurde im Zuge der Aufrüstungspolitik der Nazis 1938 fertiggestellt.

### Das Gebiet der heutigen Gartenstadt Vahr bis 1950
Das Gebiet der heutigen Gartenstadt Vahr war ursprünglich ein Teil des Dorfes Hastedt und gehörte ab 1803 zur damals neu geschaffenen Landgemeinde Bremen. Es war nicht bewohnt, sondern wurde als Hastedter Feldmark von den Hastedter Bauern landwirtschaftlich genutzt. Im 19. Jahrhundert wurden hier zwei Eisenbahntrassen gebaut, die vom „Vahrer Weg“ (ab 1930 Steubenstraße) gekreuzt wurden.
1900 war Hastedt zum Wohngebiet für Arbeiter geworden, die ihr eigenes Gemüse anbauen wollten, wurde der Kleingartenverein Feldmark Hastedt e. V. gegründet. Er lag aus Hastedter Sicht gleich hinter der Bahnlinie und besteht dort unter demselben Namen noch heute, inzwischen wohl die älteste Einrichtung der Gartenstadt Vahr und die einzige, deren Namen an die Zugehörigkeit des Gebietes zu Hastedt erinnert.
In den Folgejahren wurden zahlreiche weitere Kleingärten angelegt, die meistens nur wenige Jahrzehnte bestanden. Erhalten blieben nur einige Gärten entlang der Bahnlinie, insbesondere die seit 1931 bestehende Anlage im Bereich „Im Deepen Pohl“ / westliche Tannenbergstraße. Obwohl Schwachhausen, Hastedt und Sebaldsbrück dicht bebaut wurden, wurde die Hastedter Feldmark noch 1950 nur landwirtschaftlich und kleingärtnerisch genutzt. Es gab nur wenige Wohnhäuser am Rande, und die wenigen Einwohner waren meist aus ihren kriegszerstörten Wohnungen in ihre Kleingärten umgezogen.

### Ab 1950

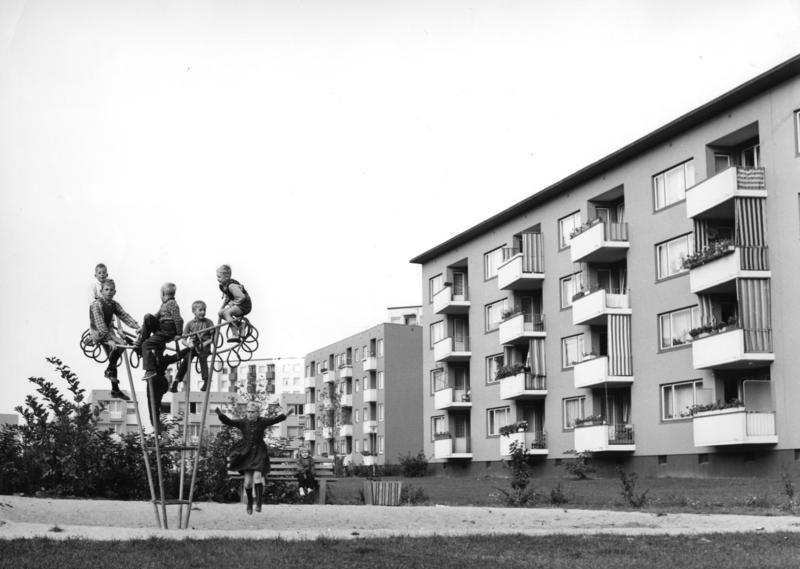
Wohnungsneubau in der Neuen Vahr um 1960

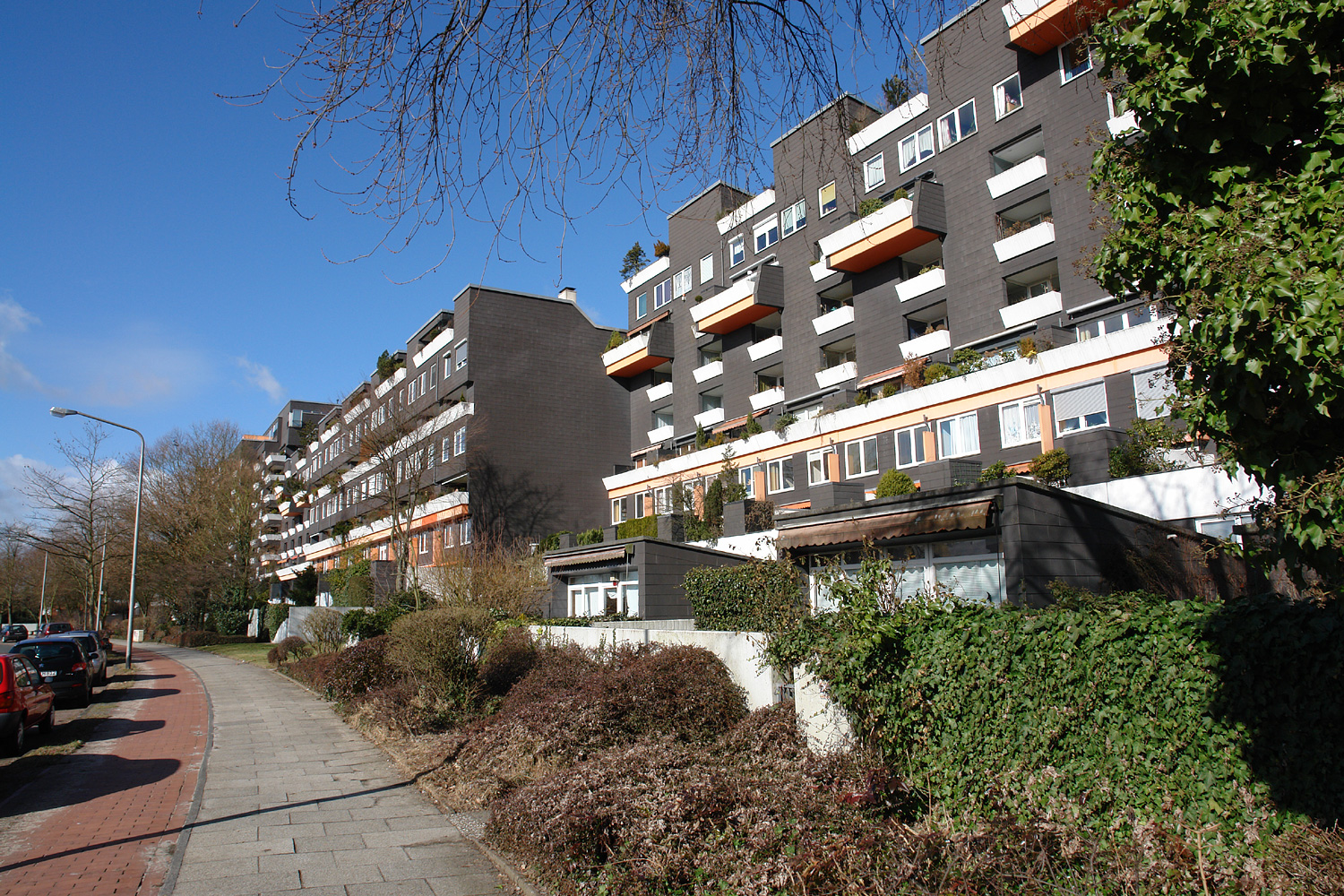
Teilansicht der Wohnanlage Großer Kurfürst von Friedrich Spengelin

1951 wurde der Bremer Stadtteil Horn-Lehe gegründet, zu dem damals auch die Vahr gehörte. Die Hastedter Feldmark war inzwischen zwischen den Stadtteilen Schwachhausen und Hemelingen (Ortsteil Sebaldsbrück) aufgeteilt worden. Seit 1959 ist die Vahr ein eigener Stadtteil.
Weil nach dem Zweiten Weltkrieg rund 100.000 Wohnungen in Bremen fehlten, wurde 1954/55 auf der Hastedter Feldmark begonnen, die Gartenstadt Vahr mit 2200 Wohnungen aufzubauen. 1956 entstand, beauftragt durch die Gewoba, ein Rahmenplan für die Bebauung der Vahr, aufgestellt von einer Arbeitsgemeinschaft der Architekten Ernst May, Max Säume, Günther Hafemann und Hans Bernhard Reichow sowie Wolfgang Bilau für viele Reihen- und Einfamilienhäuser. Karlaugust Orf war für die Grünplanungen zuständig. 280 Einwohner sollten pro Hektar in der Neuen Vahr wohnen, dazwischen intensives Grün. Von 1957 bis 1962 wurde beiderseits der Franz-Schütte-Allee die Neue Vahr mit rund 11.800 Wohnungen für 30.000 Einwohner auf 218 Hektar errichtet. Das Neubaugebiet wurde städtebaulich durch die von Karlaugust Orf geplanten Grünanlagen in fünf Nachbarschaften mit je einer Grundschule und einem kommerziellen Mittelpunkt gegliedert. Die Gewoba – zwischendurch Neue Heimat – war das Wohnungsunternehmen, das die meisten Wohnungen erstellen ließ. Die Vahr ist eine stark durchgrünte Großwohnsiedlung überwiegend in Zeilenbauweise, in der auch Reihenhäuser und einzelne Häuser stehen. Mittelpunkt der Neuen Vahr wurde das Zentrum an der Berliner Freiheit mit dem dominanten Wahrzeichen, dem 22-stöckigen Aalto-Hochhaus, das nach den Plänen des finnischen Architekten Alvar Aalto 1961 fertiggestellt wurde. Das baulich verdichtete Kurfürstenviertel  entstand nach 1962 mit dem so genannten Gebäude Großer Kurfürst von 1970 bis 1972 an der Eislebener Straße nach Plänen von Friedrich Spengelin (BDA-Preis Bremen 1974). In der Vahr wohnten um 1970 rund 33.000 Einwohner, die im Volksmund auch Vahraonen genannt werden.
Das Stadtteilzentrum an der Berliner Freiheit wurde um 1960 mit Geschäften und dem Wochenmarkt ausgebaut. 1961 übergab die GEWOBA das Herbert-Ritze-Bad als Geschenk dem Stadtteil. Es wurde 1993 geschlossen und auf dem Gelände 2000 das Vital-Bad errichtet.
1977 eröffnete das Bürgerzentrum als das kulturelle und soziale Zentrum des Stadtteils. Ab 2001 wurden Teilbereiche der Läden an der Berliner Freiheit abgerissen und die Vahrer Mitte 2003 mit einem Einkaufszentrum umgestaltet.
Das Polizeipräsidium wurde 1999 aus der Innenstadt in die ehemalige Kaserne der Bundeswehr verlegt. Der Nachbarschaftstreff Ludwig-Beck-Straße nahm 1999 in einem umgebauten ehemaligen Waschhaus seinen Betrieb auf.

### Einwohnerentwicklung
Ab 1975 durchschnittliche Jahresbevölkerung als Angaben vom Statistischen Landesamt Bremen
| Orts-/Stadtteil   | 1812 | 1885 | 1960      | 1975   | 1995   | 2007   | 2015   |
| ----------------- | ---- | ---- | --------- | ------ | ------ | ------ | ------ |
| Gartenstadt Vahr  |      |      | 7.103     | 9.381  | 7.440  | 7.409  | 7.610  |
| Neue Vahr Nord    |      |      | 2.103     | 10.190 | 8.168  | 8.044  | 7.895  |
| Neue Vahr Südwest |      |      | in Südost | 4.834  | 4.170  | 4.286  | 4.160  |
| Neue Vahr Südost  |      |      | 11.598    | 9.322  | 7.772  | 7.391  | 7.263  |
| Stadtteil         | 231  | ≈650 | 25.638    | 33.726 | 27.550 | 27.130 | 26.928 |

2015 waren 15.295 Haushalte in der Vahr registriert. Das Durchschnittsalter lag bei 45,0 Jahren.

## Politik und Verwaltung

### Beirat
Der Beirat Vahr tagt regelmäßig und in der Regel öffentlich im Ortsamt oder in anderen Einrichtungen wie z. B. Schulen. Der Beirat setzt sich aus den auf Stadtteilebene gewählten Vertretern der politischen Parteien oder Einzelkandidaten zusammen. Die Beiratswahlen finden alle vier Jahre statt, zeitgleich mit den Wahlen zur Bremischen Bürgerschaft. Der Beirat diskutiert über alle Belange des Stadtteils, die von öffentlichem Interesse sind, und fasst hierzu Beschlüsse, die an die Verwaltung, die Landesregierung und die Stadtbürgerschaft weitergeleitet werden. Für seine Arbeit bildet er Fachausschüsse. Dem Beirat stehen für stadtteilbezogene Maßnahmen eigene Haushaltsmittel zur Verfügung.
Beiratssprecher ist seit August 2023 Anja von Hagen (SPD).

### Ortsamt
Das Ortsamt Schwachhausen/Vahr besteht seit 1971 und ist eine örtliche Verwaltungsbehörde. Es unterstützt den Beirat bei seiner politischen Arbeit. Es soll an allen örtlichen Aufgaben von öffentlichem Interesse mitwirken. Es wird von einem vom Beirat vorgeschlagenen und vom Senat bestätigten Ortsamtsleiter geführt.
Ortsamtsleiter des Ortsamts Schwachhausen/Vahr ist seit 2021 Ralf Möller.

## Kultur und Sehenswürdigkeiten

### Bauwerke
- Aalto-Hochhaus von 1960/62, entworfen von Alvar Aalto, Finnland, BDA-Preis Bremen 1974: „Das Aalto-Hochhaus gilt als eine unverwechselbare, einprägsame Landmarke“.[12]
- Wohnanlage Großer Kurfürst, Eislebener Straße 35, von 1970/72, entworfen von Ingeborg Spengelin, Friedrich Spengelin und Gernot Baum (BDA-Preis Bremen 1974).[17]
- Wohnanlage Vahr, Kurt-Schumacher-Allee 1, von 1982 nach Plänen von Kurt Schmidt.[18]
- Kirchen: siehe unten bei Öffentliche Einrichtungen, Absatz Kirchen.

### Kunstobjekte

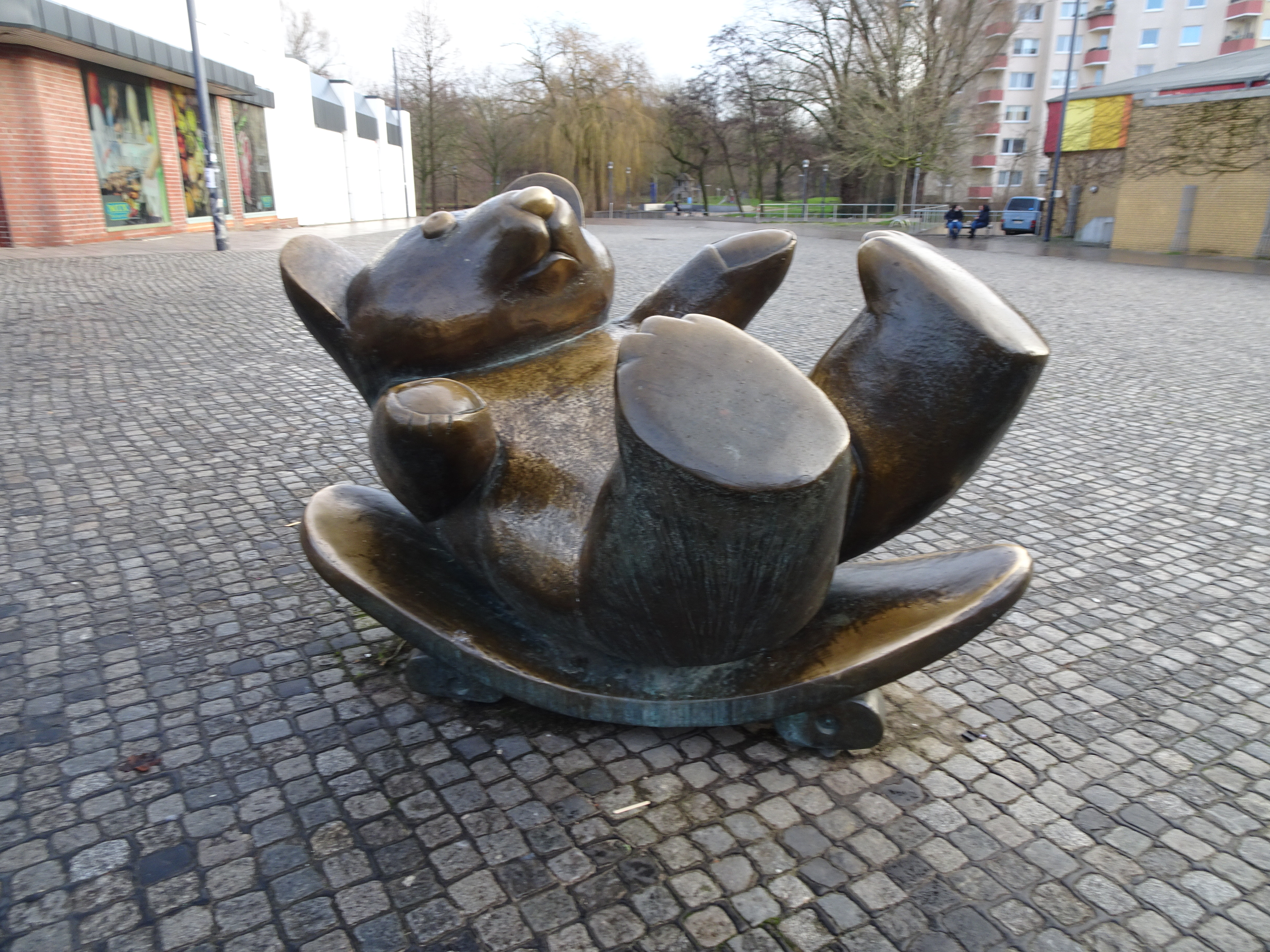
Ich wär so gern Dein Teddybär

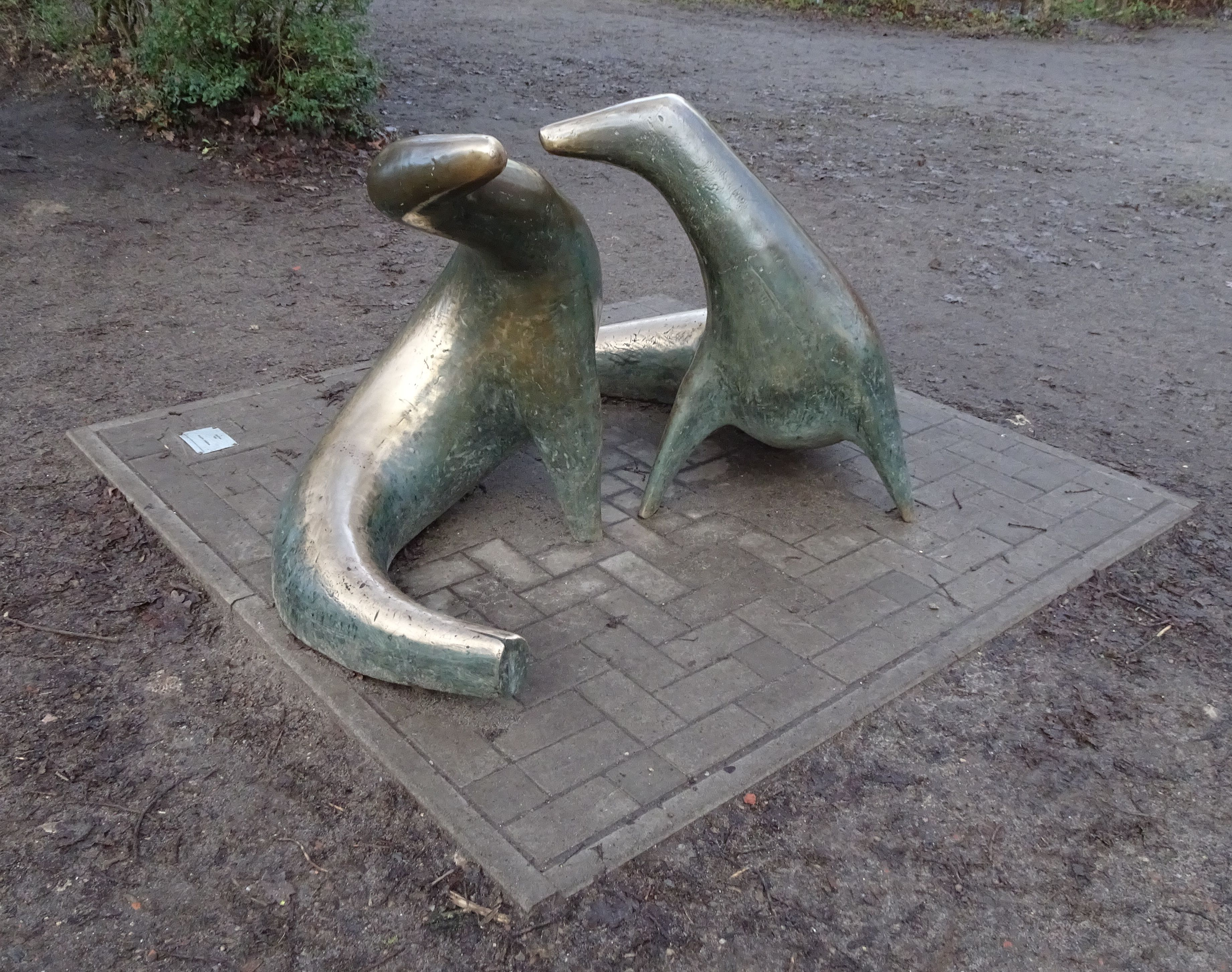
Seelöwen in der Paul-Singer-Straße

- Platz Berliner Freiheit, Neue Vahr:
  - Sandsteinrelief Leben einzeln und frei von 1987; von Heinrich Brumm und Miroslav aus der Bildhauerwerkstatt der Justizvollzugsanstalt Bremen
  - Bronzeplastik von 1987: Ich wär so gern Dein Teddybär von Thomas Recker
  - Objekt als Dachaufsatz mit kinetischer Raute von 1990 von Tomitaro Nachi auf dem Dach der Post
  - Bronzeskulptur Die Liegende von Seff Weidl von der Gewoba vor dem Bürgerzentrum
- Betonplastik Seelöwe von 1955 von Angelika Lehmann, Carl-Goerdeler-Straße 27
- Bronzeplastik Mutter und Kind von 1958 von Seff Weidl, Jugendfreizeitheim Bispinger Str. 16
- Bronzeplastik Einigkeit von 1959 von Seff Weidl, Heideplatz in der Gartenstadt
- Bronzeplastik Der Flötenspieler von 1963 von  Walter Wadephul, Otto-Braun-Straße 2
- Bronzeplastik Seelöwen von 1964 von Peter Lehmann und Angelika Lehmann, Paul-Singer-Straße 160
- In Bewegung: Wasser, Licht und Malerei durch 45 Leuchtkästen von 2003 von Jimmi D. Paesler, Kurt-Schumacher-Allee 5
- Polyester-Skulpturenensemble Einkaufswagen von 2005 von David Bade, Philipp-Scheidemann-Straße

### Grünanlagen
- Grünanlagen der Neuen Vahr gestaltet von 1957 bis 1962 nach Plänen von Landschaftsarchitekt Karlaugust Orf.
- Themengärten Neue Vahr von 2000, entworfen von Jens Spilker.[19]

## Öffentliche Einrichtungen

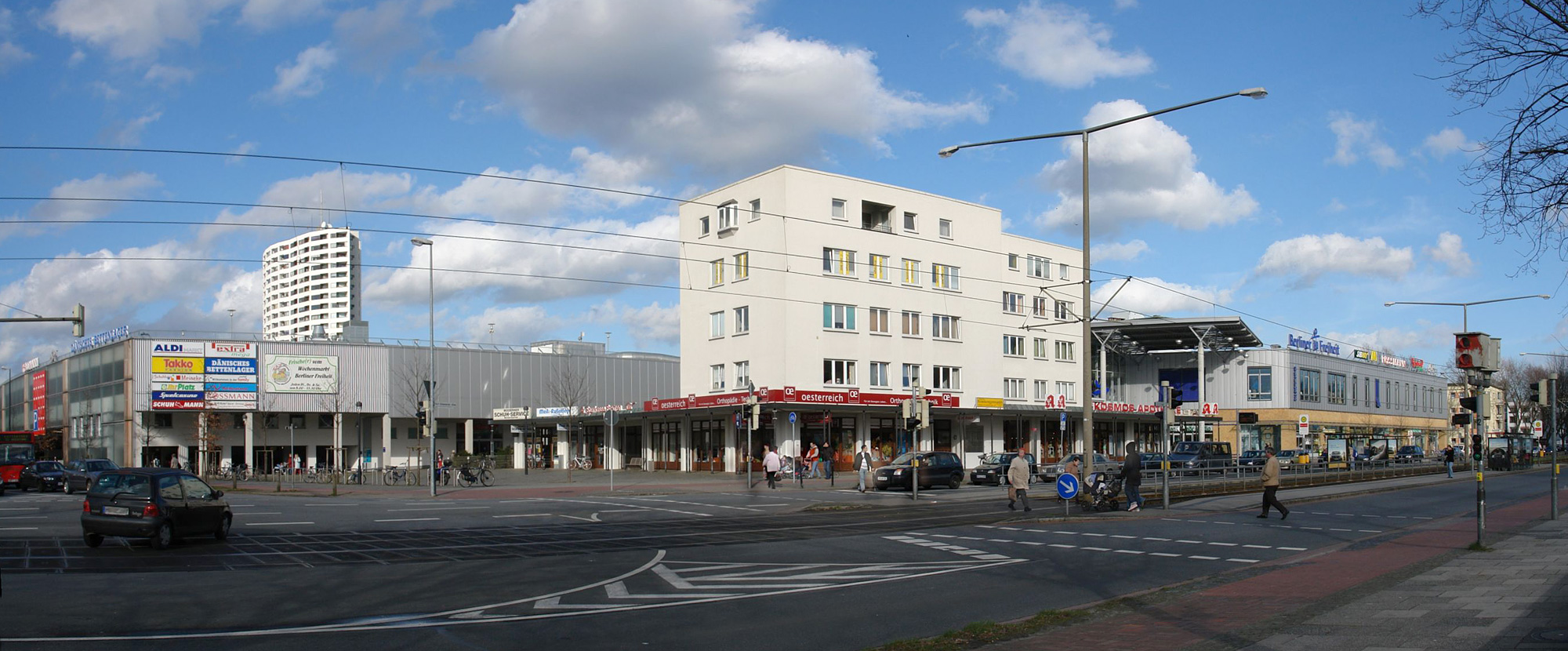
Neue Vahr: Berliner Freiheit als Zentrum

### Allgemein
- Ortsamt Schwachhausen/Vahr, Wilhelm-Leuschner-Straße 27.
- Polizeipräsidium (u. a. Direktion Wasserschutz- und Verkehrspolizei, Kriminalpolizei) der Polizei Bremen und das Polizeirevier Vahr in der ehemaligen Kaserne, In der Vahr 76
- Bürgerzentrum Neue Vahr, Berliner Freiheit, seit 1977 ein Bremer Bürgerhaus.

### Schulen
- Berufsbildende Schule für Einzelhandel und Logistik in der Carl-Goerdeler-Straße 27
- Grund- und Ganztagsgrundschule in der Vahr[20]
- Grund- und Ganztagsschule an der Paul-Singer-Straße 160
- Grund- und Ganztagsschule an der Witzlebenstraße 3
- Oberschule an der Julius-Brecht-Allee, Konrad-Adenauer-Allee 86, Ganztagsschule der Sekundarstufe I.
- Oberschule an der Kurt-Schumacher-Allee 65 (KSA), Ganztagsschule der Sekundarstufe I mit  gymnasialer Oberstufe.
- Zweigstelle vhs Ost der Bremer Volkshochschule im Bürgerzentrum Neue Vahr, Berliner Freiheit 10
- Freie Evangelische Bekenntnisschule Bremen, Otto-Braun-Str. 2, private Grundschule.

### Soziales und Kultur
- Zirka acht Kindergärten

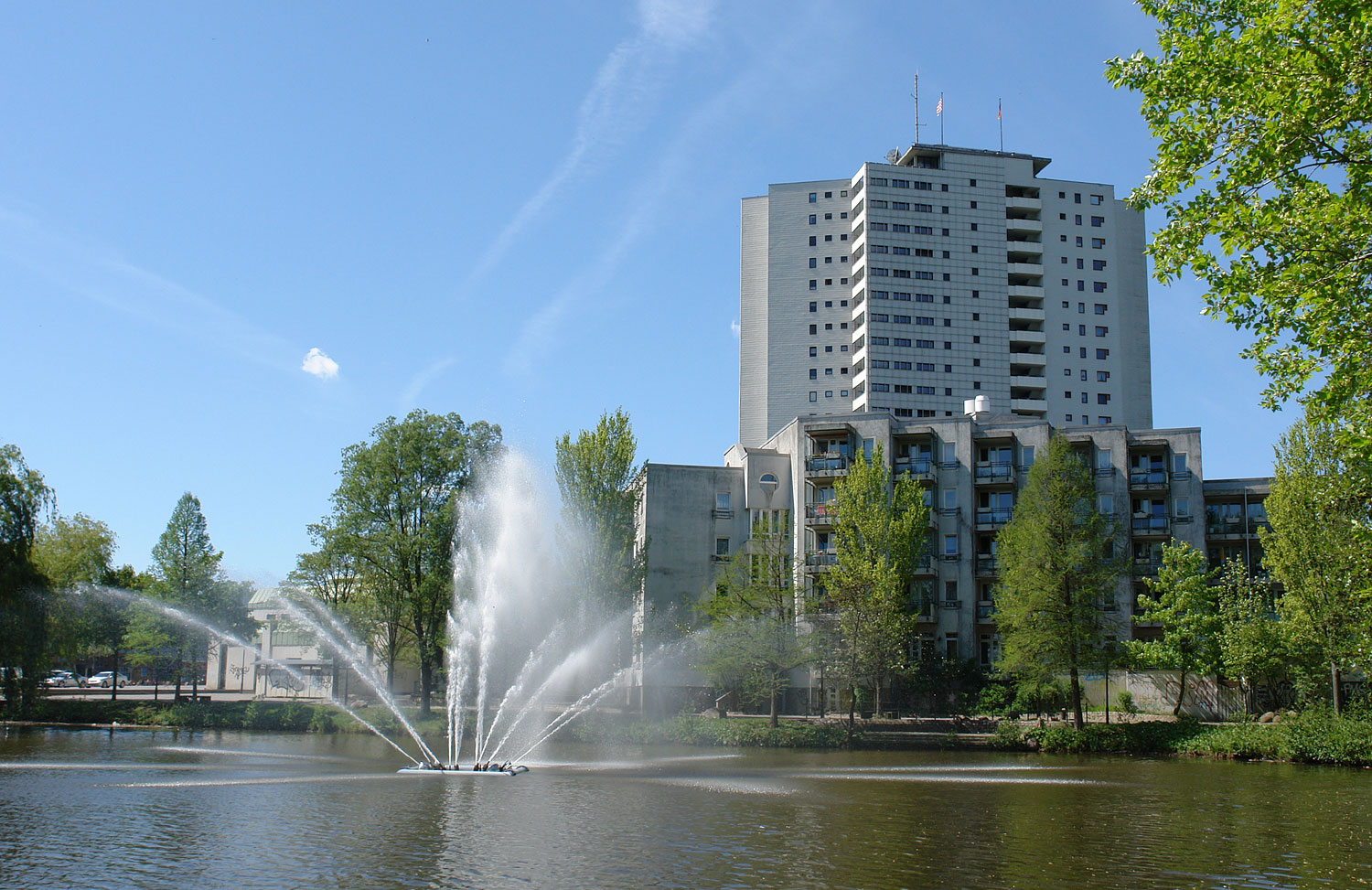
AWO-Seniorenwohnanlage Hanna-Harder-Haus vor dem Aalto-Hochhaus

- Jugendfreizeitheim Rotes Haus (früher Jugendclub Otto) vom DRK, Philipp-Scheidemann-Straße
- Sozialzentrum am Vahrer See, Berliner Freiheit 9 C
- DRK – Landesverband Bremen, Henri-Dunant-Straße 2 und August-Bebel-Allee 5c
- Pflegestützpunkt Bremen im Einkaufszentrum Vahr, Berliner Freiheit
- Begegnungsstätte Olymp, Eislebener Str. 31
- AWO-Dienstleistungszentrum Vahr, Berliner Freiheit 9 C
- KulturSalon der GEWOBA im Waschhaus, Emil-Sommer-Straße 1 A
- Treff°Waschhaus, Ludwig-Beck-Straße 2 A
- Mütterzentrum-Vahr, Kurt-Schumacher-Allee 65
- Verein Bremen.ru, Philipp-Scheidemann-Str. 1
- Gesprächskreise, Nachbarschaftstreffs, Selbsthilfegruppen etc.

### Kirchen

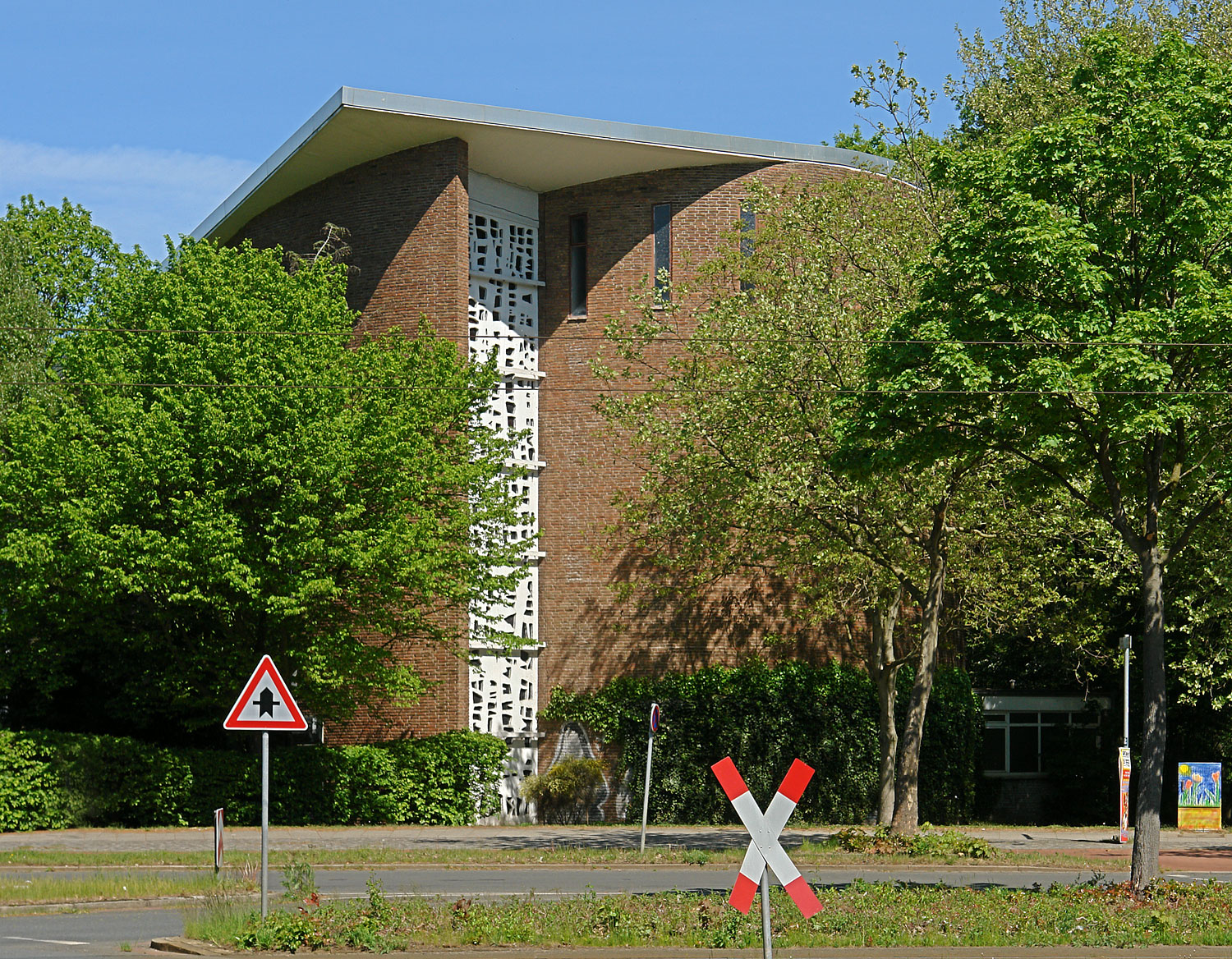
St.-Hedwig-Kirche

- Ev. Jona-Gemeinde, Eislebener Str. 58, mit der Kirche von 1972, Architekt: William Weiss[21]
- Ev. Epiphanias-Kirche in der Gartenstadt Vahr von 1960, Bardowickstraße 83 wurde, Architekt: Peter Ahlers[22] Die Kindertagesstätte (1963) und das EpiCafé gehören dazu.
- Ev. Kirchengemeinde in der Neuen Vahr mit drei Standorte:
  - Christuskirche von 1960, Adam-Stegerwald-Str. 42, Architekten: Enno Huchting und Heinz Lehnhoff.[23]
  - Dreifaltigkeits-Kirche von 1967, Geschwister-Scholl-Straße 136, Architekt: Peter Ahlers.[24]
  - Heilig-Geist-Kirche von 1964, August-Bebel-Allee 276, von Hans Joachim Böhmert und Gerhard Müller-Menckens.[25]
- Katholische Kirche Sankt Hedwig von 1963 (Pfarrgemeinde St. Raphael), Kurt-Schumacher-Allee 62, Architekten: Theo Burlage und Bernd Nierbuer[26]
- Kath. Kapelle St. Laurentius von 2000 beim Altenpflegeheim St. Laurentius der Caritas, Gartenstadt-Vahr

### Sport
Anlagen
- Bezirkssportanlage Vahr, Nordhauser Straße
- Hallenbad Vitalbad Vahr, Kurt-Schumacher-Allee 5
- Je eine Dreifach- und Zweifachhalle sowie sieben Turnhallen
- Sechs Großspielplätze, sechs Kleinspielplätze
- Eine Minigolfanlage
- Golfplatz auf dem Rennplatz
- Galopprennbahn Bremen, auch Galopprennbahn in der Vahr, gehört zum Ortsteil Sebaldsbrück des Stadtteils Hemelingen

Vereine
- TuS Vahr (Turn- und Sportverein Vahr-Bremen), Kurt-Schumacher-Allee 44, u. a. mit Tischtennis- und Schwimmabteilung
- SC Vahr-Blockdiek Bremen, Berliner Freiheit 10
- Club zur Vahr (Golf, Hockey, Tennis)
- Bahnen-Golf-Club, August-Bebel-Allee 5c (Minigolf)
- Bremer-Badminton-Club, Konrad-Adenauer-Allee 86
- Schach-Club-Vahr, Ludwig-Beck-Straße 2 A

## Wirtschaft und Verkehr

### Wirtschaft
Die Vahr ist ein Wohnstandort mit einem Einkaufszentrum an der Berliner Freiheit. Im Bereich Emil-Sommer-Straße/Sonneberger Straße befinden sich Gewerbeansiedlungen und die kleine Paracelsus-Klinik.
Wochenmärkte bestehen in den Ortsteilen Vahr-Südost (Berliner Freiheit) und Gartenstadt Vahr, Großer Kurfürst (Eislebener Straße).

### Verkehr

#### ÖPNV
Folgende Straßenbahn- und Buslinien der Bremer Straßenbahn AG (BSAG) verkehren durch die Vahr:
- Straßenbahnlinie 1: Huchting – Neustadt – Mitte – Schwachhausen – Vahr – Osterholz – Weserpark – Bahnhof Mahndorf (In Gegenrichtung auf der Strecke Tenever-Zentrum – Osterholz – Vahr – Kirchbachstraße ergänzt durch Linie 1S)
- Buslinie 21: Blockdiek – Sebaldsbrück (Mercedes-Benz) – Vahr – Horn – Universität
- Buslinie 24: Rablinghausen – Neustadt – Mitte – Schwachhausen – Neue Vahr-Nord
- Buslinie 25: Weidedamm-Süd – Mitte – Gartenstadt Vahr – Osterholz
- Buslinie 29: Kattenturm (– Hemelinger Häfen) – Sebaldsbrück (Mercedes-Benz) – Neue Vahr-Nord
- Nachtlinie N1 (Straßenbahn): Huchting – Neustadt – Mitte – Schwachhausen – Vahr – Osterholz – Weserpark – Bahnhof Mahndorf
- Nachtlinie N5 (Bus): Domsheide – Hauptbahnhof – Gartenstadt Vahr – Sebaldsbrück (Mercedes-Benz) – Hemelingen – Bahnhof Mahndorf
- Nachtlinie N9 (Bus): Huckelriede – Kattenturm – Arsten – Habenhausen – Huckelriede – Neustadt – Mitte – Schwachhausen – Neue Vahr-Nord

#### Straßen
Die Vahr kann erreicht werden
- über die Autobahn A 27, Abfahrt 20 Bremen-Vahr und die Richard-Boljahn-Allee
- von Bremen-Mitte über Dobbenweg, Schwachhauser Heerstraße, Kurfürstenallee und Richard-Boljahn-Allee
- von Horn-Lehe über die Bürgermeister-Spitta-Allee
- von Hemelingen/Sebaldsbrück über die Vahrer Straße
- von der Östlichen Vorstadt über Stader Straße/Georg-Bitter-Straße – Kirchbachstraße.

Die innerörtlichen Haupterschließungstraßen sind weiterhin die Konrad-Adenauer-Allee, Julius-Brecht-Allee, Kurt-Schumacher-Allee und Geschwister-Scholl-Straße in Richtung Blockdiek/Osterholz.
Für den ersten Bauabschnitt der Neuen Vahr wurden 1957, wie von der Stadt gefordert, je eine Garage oder Abstellplatz für fünf Wohnungen vorgesehen. Von der zweiten Nachbarschaft an hat die GEWOBA bereits für jede dritte Wohnung Stellplätze geschaffen. Obwohl inzwischen weitere Stellplätze angelegt wurden, sind Parkplätze in der Vahr knapp.

## Persönlichkeiten
Alphabetisch geordnet
- Hermine Berthold (1896–1990), Arbeiterin, Politikerin (SPD), Widerstandskämpferin und Mitglied der Bremer Bürgerschaft lebte in der Vahr
- Herbert Brückner (* 1938), Diakon, Politiker (SPD), Mitglied der Bremer Bürgerschaft und Senator
- Johannes (Hans) Ihler (1899–1976), Handelslehrer und Mitglied der Bremischen Bürgerschaft (SPD)
- Karin Kauertz (* 1953), von 1999 bis 2011 Mitglied der Bremischen Bürgerschaft (SPD)
- Dieter Klink (1930–2004), Volkswirt und 36 Jahre lang von 1959 bis 1995 Mitglied der Bremischen Bürgerschaft (SPD) sowie von 1971 bis 1995  Präsident der Bürgerschaft
- Job-Günter Klink (1929–1980), Pädagoge, Leiter der Pädagogischen Hochschule Bremen, Mitbegründer der Universität Bremen
- Karin Mathes (* 1955), von 2011 bis 2021 Leiterin des Ortsamtes Schwachhausen/Vahr
- Martin Michalik (* 1983), Online-Marketing-Manager, seit 2019 Mitglied der Bremischen Bürgerschaft (CDU)
- Sven Regener (* 1961), Schriftsteller, Drehbuchautor und Musiker
- Werner Schriever (1920–2013), von 1959 bis 1971 Mitglied der Bremischen Bürgerschaft (SPD)
- Mehmet Ali Seyrek (* 1959), seit 2011 Mitglied der Bremischen Bürgerschaft (SPD)
- Herbert Schüler (1908–1975), 21 Jahre lang von 1946 bis 1967 Mitglied der Bremischen Bürgerschaft (SPD)
- Marlis Stuchlik (* 1938), von 1971 bis 1987 Mitglied der Bremischen Bürgerschaft (SPD)
- Valentina Tuchel (* 1965), Sozialpädagogin, seit 2011 Mitglied der Bremischen Bürgerschaft (SPD)
- Reinhard Uhde (1929–2014), Mitglied der Bremischen Bürgerschaft und des Beirats (SPD) sowie Journalist.
- Helmut Weigelt (* 1948), Betriebswirt, seit 2011 Mitglied der Bremischen Bürgerschaft (SPD)

## Vahr in der Kunst

### Film
- Neue Vahr Süd, Regie: Hermine Huntgeburth, Deutschland 2010.

### Hörspiel
- Wer sich umdreht oder lacht ..., Vorlage: John von Düffel, Regie: Christiane Ohaus, Episode 42 des Radio-Tatorts, Radio Bremen 2011.